# Испытания корабля
Испытания корабля (судна) — практическое определение тактико-технических элементов и эксплуатационных качеств корабля (судна). 
Испытания корабля (судна) производят после его постройки, модернизации, переоборудования и ремонта: они бывают швартовными, заводскими ходовыми и государственными (приёмно-сдаточными для небольших судов серийной постройки, кораблей и судов, прошедших ремонт и (или) модернизацию).

## Виды испытаний корабля (судна)
Государственные испытания корабля (судна) проводит государственная комиссия с целью всесторонней проверки качества построенного корабля и соответствия его тактико-технических элементов утверждённому проекту. Приёмно-сдаточные испытания проводит приёмно-сдаточная комиссия.
Заводские ходовые испытания корабля (судна) производятся с целью проверки в ходовых условиях основных характеристик боевых и технических средств и всего корабля в целом на соответствие утверждённым тактико-техническим элементам, спецификации корабля, схемам, техническим описаниям и инструкциям по эксплуатации, формулярам и техническим условиям. Ходовые испытания являются одним из важных элементов, завершающих процесс строительства судов и кораблей, и заключают выполнение ряда ремонтных, восстановительных и реконструкционных работ.
При ходовых испытаниях, в условиях реального морского перехода, испытываются надёжность и жизнедеятельность энергетических установок, навигационного оборудования и других систем судового оборудования, а также управляемость, остойчивость, потери скорости (ходкость) и инерция. В ряде случаев, для успешного осуществления ходовых испытаний, суда и корабли проверяются в различных климатических и погодных условиях. В зависимости от назначения ходовых испытаний, их продолжительность может составлять от нескольких часов до нескольких суток. Также возможно проведение целой серии ходовых испытаний для контроля, проверки и наладки различных элементов судового оборудования.
Швартовные испытания корабля (судна) проводятся в целях определения в действии основных характеристик боевых и технических средств и всего корабля в целом, и соответствии их спецификации корабля, техническим условиям, чертежам, схемам, описаниям и инструкциям по эксплуатации.